# Пустиња Рин
Пустиња Рин је једина права пустиња у Европи, налази се на северозападној обали Каспијског језера, у аутономној републици Калмикија у Русији, и већим делом у Казахстану. Захвата површину од око 50.000 km². Према типу подлоге спада у песковите пустиње. Највиша температура може достићи и до 48 °C , а најнижа до –36 °C.

## Галерија слика
- Сателитски снимак пустиње Рин

47° 20′ 00″ С; 48° 50′ 00″ И / 47.3333° С; 48.8333° И